# Red Arrows
Red Arrows, officiellt Royal Air Force Aerobatic Team, är brittiska flygvapnets uppvisningsteam. 

## Incidenter och olyckor (ej komplett)
20 mars 2018.
Ett plan med två personer ombord  fick motorfel, varpå piloten sköt ut sig, men en mekaniker som var med på flygningen omkom.